# Gypsy Sport
Gypsy Sport je americká firma, specializující se na oděvy. Sídlí v New Yorku a jejím kreativním ředitelem je Rio Uribe. Ten původně pracoval pro značku Balenciaga, přičemž vlastní firmu Gypsy Sport založil v roce 2012. Jako modelka se značkou spolupracovala například Lourdes Leon, dcera zpěvačky Madonny. Dále jsou to například Odalys Peña a Kimiyah Prescott. Mezi fanoušky značky patří například Jaden Smith, John Cale a A$AP Ferg.